# ショップエアライン
株式会社ショップエアライン（Shop Airlines, Ltd.）は、2007年4月19日に設立したインターネット通販会社。「インターネットによる海外とのつながり」をEコマースの分野で実現するべく、ネットプライスグループの海外事業会社として設立された。2007年8月、米国カルフォルニア州に100%子会社Shop Airlines America, Inc.を設立。2007年12月、米国eBay Inc.と共同で、eBay上の商品を日本にいながらにして手軽に安く購入することのできる「セカイモン」をスタート。2009年3月eBay Inc.と共同でeBayの日本サイトeBay.co.jpをスタート。2009年10月には、株式会社デジタルガレージと資本・業務提携。Twitterを活用した「Twitter x オークション」等の共同事業の開発を開始すると発表した。2011年5月、ヨーロッパでの事業展開を行うための拠点として、オランダ、アムステルダムに欧州拠点Shop Airlines Europe B.V.を設立。親会社は東証マザーズへ上場（証券コード：3328）のBEENOS株式会社。

## 概要
世界39カ国で展開する世界最大のマーケットプレイスeBayの商品のうち、北米・欧米商品、約8億点を日本にいながらにして、日本語で閲覧し、日本円で購入することのできる「セカイモン」を企画・開発・運営する。日本未発売の海外アパレルのほか、自動車・バイクのパーツ類、コレクション、スポーツグッズ等、eBayで販売されている商品が購入できる。

## 沿革
- 2007年4月 - 株式会社ネットプライスドットコム（現・BEENOS株式会社）にて米国事業を行う子会社として株式会社ショップエアライン設立。
- 2007年8月 - 米国・カリフォルニア州に米国現地法人Shop Airlines America, Inc.を設立。
- 2007年12月 - eBay Inc.と共同でeBayの商品が日本にいながらにして日本語で購入できる、海外オークションサイト「セカイモン（sekaimon）」を設立。同時にヤフー株式会社と提携を発表。
- 2009年3月 - eBay Inc.と共同でeBayの日本サイトeBay.co.jpをスタート
- 2009年10月 - 株式会社デジタルガレージと資本・業務提携。ミニブログサービスTwitterを活用した「Twitter x オークション」等の共同事業を新規で開発開始すると発表。
- 2010年1月 - 最大7日間の留め置きできる、まとめて発送サービススタート（アメリカ商品）
- 2011年5月 - オランダ・アムステルダムに欧州現地法人Shop Airlines Europe B.V.を設立。
- 2011年10月 - 500円手数料導入
- 2012年1月 - イギリス商品取扱開始
- 2012年9月 - 20万円以上の高額商品の取り扱い開始
- 2013年3月 - ドイツ商品取扱開始
- 2013年4月 - スマートフォン用トップページリリース
- 2013年6月 - 出品者への日本語質問サービスをリリース
- 2013年7月 - スマートフォン向け検索機能リリース
- 2013年9月 - 海外有名ブランド公式ストア商品の取り扱いを開始
- 2013年10月 - 最大30日間の留め置きができる留置きサービス開始（イギリス・ドイツ商品）
- 2014年2月 - 最大30日間の留め置きができる留置きサービス開始（アメリカ商品）
- 2014年2月 - スナイプ入札リリース
- 2015年1月 - セカイモン内の全ての商品において日本円表示を開始
- 2015年2月 - Shop Airlines America, Inc.の住所をサンノゼよりロスアンゼルスに移管
- 2015年3月 - カルフォルニア州にて新倉庫運用開始
- 2015年9月 - ヤマト運輸より自社倉庫に完全移管
- 2015年10月 – セカイモンコミュニティオープン
- 2016年2月 - 一部商品の送料固定化サービスをリリース

## 主なグループ会社
- Shop Airlines America, Inc. （米国・カルフォルニア州）
- Shop Airlines Europe B.V. （オランダ・アムステルダム）
- BEENOS株式会社（旧社名：株式会社ネットプライスドットコム）
- 株式会社ネットプライス（旧社名：株式会社ネットプライスファイナンス）
- 株式会社デファクトスタンダード
- 株式会社転送コム